# Melaleuca sophisma
Melaleuca sophisma är en myrtenväxtart som beskrevs av Lepschi. Melaleuca sophisma ingår i släktet Melaleuca och familjen myrtenväxter. Inga underarter finns listade i Catalogue of Life.